# Sautiera tinctorum
Sautiera tinctorum är en akantusväxtart som beskrevs av Joseph Decaisne. Sautiera tinctorum ingår i släktet Sautiera och familjen akantusväxter. Inga underarter finns listade i Catalogue of Life.